# Capela de Nossa Senhora da Hora
A Capela de Nossa Senhora da Hora, também conhecida como Igreja das Sete Bicas, é um templo religioso católico localizado no município de Matosinhos, em Portugal.

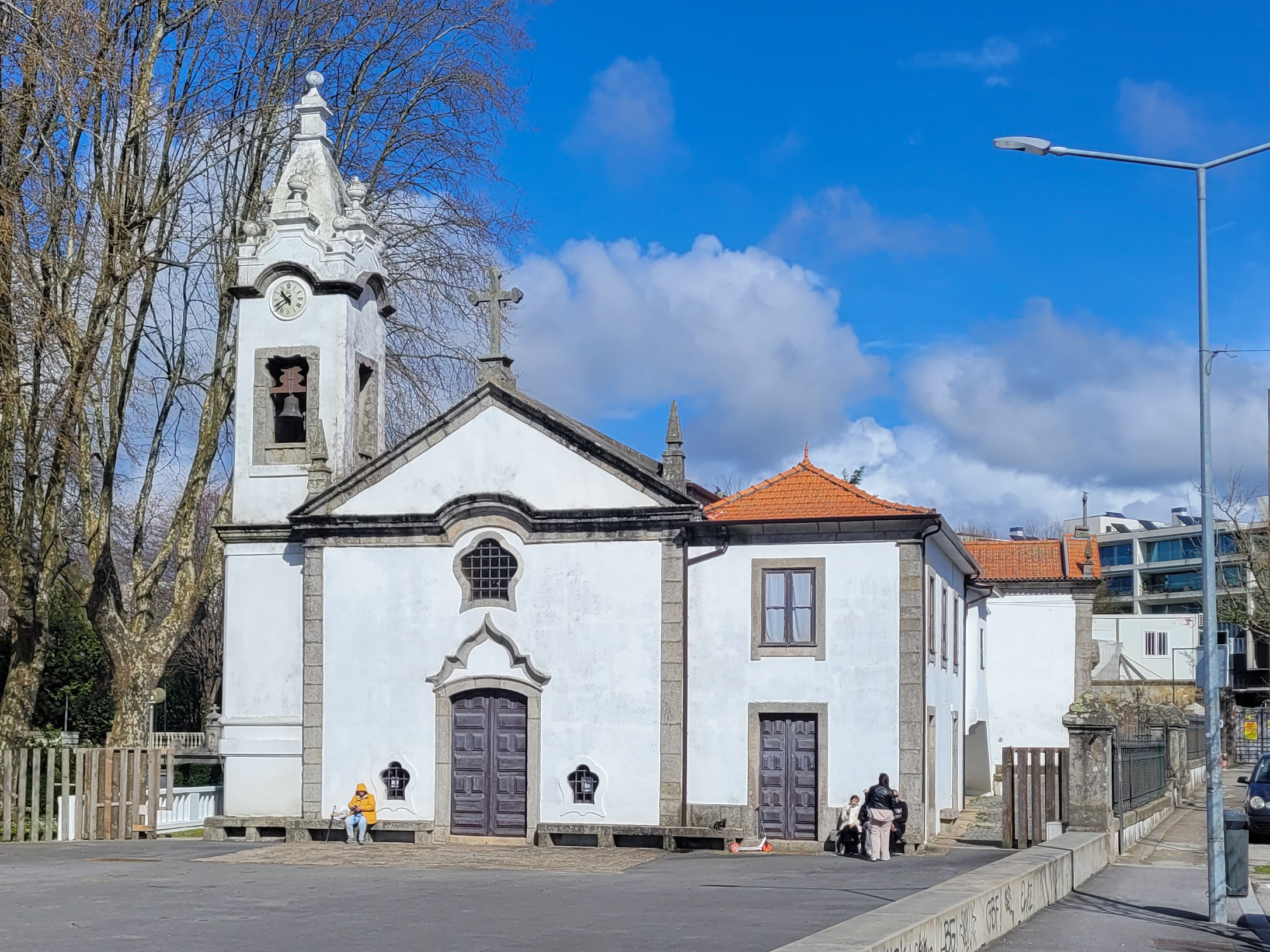
Fachada da Capela de Nossa Senhora da Hora

## Construção e administração
Sua construção foi iniciada em 1514 por Aleixo Fernandes, que a administrou durante trinta anos. Em 1911 foi ordenada a construção da sua torre do sino. Entre 1918 e 1963, foi utilizada como igreja matriz.

## Recuperação
Em 1998 tiveram início obras de recuperação da capela e do Parque das Sete Bicas financiadas pela Câmara Municipal de Matosinhos, Paróquia da Senhora da Hora e pelo Programa de Investimentos e Despesas da Administração Central (PIDAC).